# IC 2559
IC 2559 est une galaxie spirale barrée située dans la constellation de la Machine pneumatique. Sa vitesse par rapport au fond diffus cosmologique est de 3 308 ± 23 km/s, ce qui correspond à une distance de Hubble de 48,8 ± 3,4 Mpc (∼159 millions d'al). IC 2559 a été découverte par l'astronome américain DeLisle Stewart en 1900.
La classe de luminosité d'IC 2559 est II et elle présente une large raie HI. Elle renferme également des régions d'hydrogène ionisé.
À ce jour, plus d'une vingtaine de mesures non basées sur le décalage vers le rouge (redshift) donnent une distance de 38,575 ± 6,203 Mpc (∼126 millions d'al), ce qui est tout juste à l'extérieur des valeurs de la distance de Hubble.

## Groupe de NGC 3223
IC 2559 est un membre de groupe de NGC 3223. Ce groupe de galaxies compte au moins 16 membres dont les galaxies NGC 3223, NGC 3224,NGC 3258, NGC 3268, NGC 3289, IC 2552 et IC 2560. Le groupe de NGC 3223 fait partie de l'amas de la Machine pneumatique (Abell S0636). Les galaxies du catalogue NGC et du catalogue IC de ce groupe sont les galaxies dominantes de l'amas de la Machine pneumatique.